# Lisala
Lisala ist die Hauptstadt der Provinz Mongala im Norden der Demokratischen Republik Kongo. Durch die Stadt fließt der Kongo-Fluss. Laut einer Kalkulation im Jahr 2010 beträgt die Einwohnerzahl Lisalas 79.235.
Lisala ist Geburtsstadt von Mobutu Sese Seko, der von 1965 bis 1997 Präsident des diktatorisch geführten Staates Zaire war.

## Persönlichkeiten
- Ignace Mandjambi (* 1940), Radrennfahrer